# Heerlijkheid Lieshout
De heerlijkheid Lieshout is een voormalige heerlijkheid gelegen in de huidige Nederlandse provincie Noord-Brabant. De heerlijkheid bezat aanvankelijk alleen de lagere en middelbare jurisdictie. In de tweede helft van de 16e eeuw verwierf de heerlijkheid ook de hoge jurisdictie. De overige rechten die aan de heerlijkheid verbonden waren, betroffen het recht om de naam "van Lieshout" te voeren en het jachtrecht, het visrecht, het recht van de gruit (accijns op het brouwen van bier), het recht op het innen van cijnsen en bovendien het recht om het dorpsbestuur te benoemen. Naast de heerlijke rechten bezat de heer van Lieshout ook het kerkelijke tiendrecht en als eigenaar van de gronden tevens het voorpootrecht.
De heerlijkheid Lieshout is voortgekomen uit een domein, dat rond het jaar 700 gesticht werd door Frankische edelen. Het domein was een allodium.  De laatste telg uit het adellijke geslacht schonk het allodium Lieshout aan de abdij van Floreffe waar hij als monnik was ingetreden. Daarmee werd Lieshout eeuwenlang kerkelijk bezit. Begin 18de eeuw werd het geslacht Bout eigenaar van de heerlijkheid Lieshout en werd de heerlijkheid opnieuw adellijk bezit.
Door de hervormingen die tijdens en na de Franse tijd doorgevoerd werden, kwam er een eind aan de bestuurlijke bevoegdheden en de jurisdictie van de heerlijkheid Lieshout. De heerlijke rechten werden in 1795 vervallen verklaard; later werden enkele rechten hersteld.
De erven Bout verkochten de goederen en de heerlijke rechten die zij in Lieshout bezaten in 1842 aan Albert Bots, een industrieel. Bots en zijn erfgenamen maakten de meeste rechten die zij te Lieshout bezaten te gelde door middel van afkoopprocedures. De erven Bots verkochten hun laatste rechten in 1887 aan Wilhelmus van Dam. Deze verkocht de rechten omstreeks 1895 aan Theodorus Snijders.
De nieuwe heer van Lieshout dagvaardde in 1897 de gemeente Lieshout, omdat die de jacht verpachtte. In 1899 vonniste de rechter dat de heerlijke rechten waarop de eiser zich beriep vervallen waren. In voorgaande jaren waren alle bezittingen van de heerlijkheid reeds vervreemd. Nu met dit vonnis werd vastgesteld dat de heerlijke rechten niet meer golden, stond feitelijk vast dat de heerlijkheid opgehouden had te bestaan.

## Lijst van de heren van Lieshout
| Ambtsperiode    | Heer van Lieshout                                                      | Bijzonderheid |
| --------------- | ---------------------------------------------------------------------- | --- |
| 11xx - 1190     | Boudewijn                                                              | Ridder van Lieshout; schonk het (onvolledige) allodium in 1190 aan de abdij van Floreffe |
| 1190 - 1194     | Herman                                                                 | Abt van Floreffe |
| 1194 - 1202     | Jean d'Auvelais                                                        | Abt van Floreffe; kreeg de ontbrekende hoeven de Plashoeve, de Nieuwe Hoeve op Duijnhoven, Hoeve vander Schoot en Hoeve aan het Bosch in 1201 in leen van de Sint-Servaaskerk te Maastricht |
| 1203 - 1212     | Wéric                                                                  | Abt van Floreffe |
| 1213 - 1216     | Helin                                                                  | Abt van Floreffe |
| 1216 - 1220     | Nicolas                                                                | Abt van Floreffe |
| 1220 - 1239     | Jean de Huy                                                            | Abt van Floreffe |
| 1239 - 1242     | Jean de la Chapelle                                                    | Abt van Floreffe |
| 1242 - 1250     | Domitien de Huy                                                        | Abt van Floreffe; kocht de ontbrekende hoeve het Rodeken in 1246 terug van de heer van Rixtel |
| 1251 - 1254     | Pierre de la Chapelle                                                  | Abt van Floreffe |
| 1254 - 1268     | Théodoric                                                              | Abt van Floreffe |
| 1268 - 1280     | Wauthier d'Obaix                                                       | Abt van Floreffe |
| 1280 - 1289     | Wauthier de Leez                                                       | Abt van Floreffe; verkreeg in 1283 de volledige heerlijkheid in volle eigendom |
| 1289 - 1291     | Jean de Louvin                                                         | Abt van Floreffe |
| 1291 - 1295     | Gilles de Niel                                                         | Abt van Floreffe |
| 1295 - 1306     | Hugues de Refayt                                                       | Abt van Floreffe |
| 1306 - 1310     | Nicolas de Gestial                                                     | Abt van Floreffe |
| 1310 - 1314     | Pierre de Solre                                                        | Abt van Floreffe |
| 1315 - 1315     | Gilles de Romeghes                                                     | Abt van Floreffe |
| 1315 - 1317     | Robert de Turnhout                                                     | Abt van Floreffe |
| 1317 - 1322     | Wéric II                                                               | Abt van Floreffe |
| 1322 - 1323     | Robert de Turnhout                                                     | Voor de tweede keer abt van Floreffe |
| 1323 - 1334     | Godefrois de Rèves                                                     | Abt van Floreffe |
| 1334 - 1336     | Hugues de la Houssière                                                 | Abt van Floreffe |
| 1336 - 1342     | Gillain Gauthier                                                       | Abt van Floreffe |
| 1342 - 1361     | Théodoric de Warnant                                                   | Abt van Floreffe |
| 1361 - 1379     | Jean de Perwez                                                         | Abt van Floreffe |
| 1379 - 1390     | Pierre de Blehen                                                       | Abt van Floreffe |
| 1390 - 1396     | Alard de Brogne                                                        | Abt van Floreffe |
| 1396 - 1399     | Gilles de Heyendalle                                                   | Abt van Floreffe |
| 1399 - 1412     | Jean de Harchées                                                       | Abt van Floreffe |
| 1413 - 1434     | Nicolas de Blehen                                                      | Abt van Floreffe |
| 1434 - 1444     | Baudouin de Fourvy                                                     | Abt van Floreffe |
| 1444 - 1465     | Luc d'Eyck                                                             | Abt van Floreffe |
| 1465 - 1492     | Gérard d'Eyck                                                          | Abt van Floreffe |
| 1492 - 1508     | Jean Sampeyn                                                           | Abt van Floreffe |
| 1508 - 1516     | Gilles Henin                                                           | Abt van Floreffe |
| 1516 - 1548     | Godefroid Martini                                                      | Abt van Floreffe |
| 1548 - 1552     | Jean Doyen                                                             | Abt van Floreffe |
| 1552 - 1578     | Guillaume Doupaix                                                      | Abt van Floreffe |
| 1579 - 1592     | Gilles d'Aischelet                                                     | Abt van Floreffe |
| 1592 - 1607     | Henri d'Eersel                                                         | Abt van Floreffe |
| 1607 - 1639     | Jean Roberti                                                           | Abt van Floreffe |
| 1640 - 1662     | Charles de Severi                                                      | Abt van Floreffe |
| 1663 - 1676     | Guillaume de Jallet                                                    | Abt van Floreffe |
| 1677 - 1686     | Christophe de Heest                                                    | Abt van Floreffe |
| 1686 - 1698     | Ignace de Heest                                                        | Abt van Floreffe; verkocht de heerlijkheid op 15 mei 1698 aan de abdij van Postel |
| 1698 - 1704     | Gregorius Sichmans                                                     | Abt van Postel; verkocht in 1698 12 hoeven uit de heerlijkheid |
| 1704 - 1714     | Hieronymus Raveschoot van Capelle                                      | Abt van Postel; verkocht de heerlijke rechten, de molen en de overgebleven hoeve op 16 oktober 1714 aan Adriaan Bout |
| 1714 - 1719     | mr. Adriaan Bout van Lieshout (Leiden, 1663 - ?)                       | Heer van Krimpen, soliciteur militaire en klerk ter secretarie van de Raad van State, agent van de keurvorst van de Palts. Verkocht de heerlijke rechten in 1719 aan zijn zoon |
| 1719 - 1749     | Jan Bout van Lieshout (1694 - 1749)                                    | Zoon van Adriaan Bout, bewindvoerder van de WIC kamer Rotterdam, advocaat voor den hove en hoogen Raade in Hollant |
| 1749 - 1786     | Adriaan Bout van Lieshout (1726 - 30 november 1786)                    | Zoon van Jan Bout, schepen van Dordrecht commissaris van 't Klein Zegel ter Generaliteit, heer van Jekschot, Krimpen aan den IJssel etc. |
| 1786 - 1796     | Douairière Anna van Hogendorp, geboren Bout van Lieshout (1722 - 1796) | Zuster en enige erfgename van Adriaan Bout |
| 1796 - 1842     | Erven Bout                                                             | In 1842 verkochten de erfgenamen jonkvrouwe Anna Smissaert-Lewe van Aduard (1816-1866) en Susanna barones van Lijnden-Lewe tot Aduard (1818-1866) de heerlijke rechten die zij in Lieshout bezaten aan Albert Bots |
| 1842 - 1848     | Albert Bots (Borkel, 27 april 1774 - Helmond, 8 maart 1848)            | Textielfabrikant te Helmond; liet in 1842 een aantal tiendrechten afkopen. Met de Nederlandse Grondwet van 1848 vervielen de bestuurlijke rechten en de jurisdictie van de heerlijkheid. Deze rechten gingen over naar de gemeente Lieshout, respectievelijk naar de landelijke rechterlijke macht.                                                |
| 1848 - 1887     | Erven Bots                                                             | De erfgenamen lieten de resterende tiendrechten afkopen in 1852. In 1879 lieten de erven Bots het recht van voorpoting afkopen. Zij verkochten de twee overgebleven rechten, het jachtrecht en het visrecht in 1887 aan Wilhelmus van Dam. |
| 1887 - ca. 1895 | Wilhelmus van Dam (Vlijmen, 17 juni 1862 - Oud-Alblas, 27 juli 1953)   | Tekende de overdracht als Wilhelmus van Dam van Heesbeen. Verkocht zijn rechten omstreeks 1895 aan T.H.B. Snijders. |
| ca. 1895 - 1899 | Theodorus H.B. Snijders (Schiedam, 20 oktober 1825)                    | Snijders was lid van de Provinciale Staten van Zuid-Holland. In 1899 verklaarde de rechtbank Roermond dat het heerlijk jachtrecht binnen de gemeente Lieshout op zijn laatst in 1847 door niet-uitoefening of verjaring is tenietgedaan. Deze uitspraak werd bevestigd in 1902 door het gerechtshof 's-Hertogenbosch en in 1903 door de Hoge Raad. |